# Campeonato Sul-Americano de Atletismo Juvenil de 1973
O Campeonato Sul-Americano de Atletismo Juvenil de 1973 foi a edição inaugural do evento de atletismo para a  América do Sul. Contou com a presença de aproximadamente 182 atletas com idade até 17 anos, classificados como juvenil. O evento foi disputado na cidade de Comodoro Rivadavia, na Argentina, no período de 2 a 4 de novembro, com a participação de sete nacionalidades distribuídos em 31 provas.

## Medalhistas
Esses foram os resultados do campeonato.  Resultados completos podem ser encontrados no site "World Junior Athletics History". 

### Masculino
| Evento                      | Ouro                                                                                  | Ouro   | Prata                                                                      | Prata  | Bronze                                                            | Bronze |
| --------------------------- | ------------------------------------------------------------------------------------- | ------ | -------------------------------------------------------------------------- | ------ | ----------------------------------------------------------------- | ------ |
| 100 metros                  | Rogério Brito (BRA)                                                                   | 11.5   | Javier Brasich (ARG)                                                       | 11.8   | Osvaldo Scovena (ARG)                                             | 11.9   |
| 200 metros                  | Javier Brasich (ARG)                                                                  | 24.2   | Rogério Brito (BRA)                                                        | 24.3   | Néstor Darwich (ARG)                                              | 24.8   |
| 400 metros                  | Aníbal Lanz (ARG)                                                                     | 50.9   | Patricio Proano (BRA)                                                      | 51.4   | Rodrigo Garcês (CHI)                                              | 51.4   |
| 800 metros                  | Arturo Zamorano (CHI)                                                                 | 2:05.8 | Volney Silva (BRA)                                                         | 2:06.4 | Juan Holman (ARG)                                                 | 2:08.5 |
| 1 500 metros                | Juan Holman (ARG)                                                                     | 4:18.4 | Octavio O'Neill (CHI)                                                      | 4:18.4 | Alfredo Rufin (CHI)                                               | 4:20.4 |
| 110 metros barreiras        | Guillermo Assandri (ARG)                                                              | 15.8   | Gerardo Fassi (ARG)                                                        | 15.9   | Max Sommerfeld (PER)                                              | 16.3   |
| 300 metros barreiras        | Guillermo Assandri (ARG)                                                              | 39.7   | Rodrigo Garcês (CHI)                                                       | 39.8   | Mauricio Besteiro (ARG)                                           | 40.2   |
| 1.500 metros com obstáculos | Octavio O'Neill (CHI)                                                                 | 4:34.9 | Sérgio Soares (BRA)                                                        | 4:42.9 | Santiago Melo (CHI)                                               | 4:44.0 |
| 4×100 metros estafetas      | Brasil · F. Ferreira · Katsuhiko Nakaya · José Silva · Rogério Brito                  | 44.3   | Argentina · A. Ugolini · Osvaldo Scovena · Néstor Darwich · Javier Brasich | 44.6   | Chile · Cristian Rodríguez · J. Arguello · G. Huete · E. Cox      | 45.2   |
| 4×400 metros estafetas      | Argentina · Mauricio Besteiro · Guillermo Assandri · Marcelo Leguizamón · Aníbal Lanz | 3:30.6 | Paraguai · G. Sayas · Ramon Migliorisi · Ángel Bogado · Ricardo Derene     | 3:31.3 | Chile · Hugo Vicuña · Rodrigo Garcés · Arturo Zamorano · G. Huete | 3:32.6 |
| Salto em altura             | Gilberto Lima (BRA)                                                                   | 1.88   | Rubén Osorio (PAR)                                                         | 1.88   | Roberto Amadori (CHI)                                             | 1.85   |
| Salto com vara              | Fernando Ruocco (URU)                                                                 | 3.45   | Raúl Anadón (ARG)                                                          | 3.31   | Rubén Osorio (PAR)                                                | 3.24   |
| Salto em comprimento        | Hugo Martínez (PAR)                                                                   | 6.73w  | Morita Yoshiyoki (BRA)                                                     | 6.61w  | Ricardo Jaureguiberry (ARG)                                       | 6.61w  |
| Salto triplo                | Lucivaldo Romano (BRA)                                                                | 13.43  | Ivan Ferreira (BRA)                                                        | 13.34  | Hugo Martínez (PAR)                                               | 13.03  |
| Arremesso de peso           | Armando de Zorzi (BRA)                                                                | 17.37  | Ramón Ángel Garmendia (ARG)                                                | 14.50  | Ricardo Gevert (CHI)                                              | 14.26  |
| Lançamento de disco         | Ricardo Gevert (CHI)                                                                  | 48.48  | Armando de Zorzi (BRA)                                                     | 45.60  | Luis Fernández (PER)                                              | 41.60  |
| Lançamento do martelo       | Armando de Zorzi (BRA)                                                                | 63.16  | Jorge Iguri (ARG)                                                          | 54.88  | Aldo Cangiani (ARG)                                               | 46.98  |
| Lançamento do dardo         | Ramón Ángel Garmendia (ARG)                                                           | 51.88  | Harald Glocker (PER)                                                       | 50.60  | Ricardo Gevert (CHI)                                              | 46.82  |
| Hexatlo                     | Gilmar dos Santos (BRA)                                                               | 3522   | Héctor Bottegoni (ARG)                                                     | 3303   | Jorge Ratto (PER)                                                 | 3272   |

### Feminino
| Evento                 | Ouro                                                                          | Ouro   | Prata                                                                           | Prata  | Bronze                                                                         | Bronze |
| ---------------------- | ----------------------------------------------------------------------------- | ------ | ------------------------------------------------------------------------------- | ------ | ------------------------------------------------------------------------------ | ------ |
| 100 metros             | Carmela Bolívar (PER)                                                         | 13.0   | Ivonne Neddermann (ARG)                                                         | 13.2   | Adriana Vives (ARG)                                                            | 13.3   |
| 200 metros             | Carmela Bolívar (PER)                                                         | 26.4   | Adriana Vives (ARG)                                                             | 26.6   | Ivonne Neddermann (ARG)                                                        | 27.5   |
| 400 metros             | Rita Femia (ARG)                                                              | 59.7   | Carina Müller (ARG)                                                             | 60.0   | Oriana Salas (CHI)                                                             | 60.3   |
| 80 metros barreiras    | Simone Krauthausen (PER)                                                      | 12.3   | Lilian Esperjesi (ARG)                                                          | 13.0   | Gloria Barturen (CHI)                                                          | 13.2   |
| 4×100 metros estafetas | Argentina · Hilda Capello · Carina Müller · Adriana Vives · Ivonne Neddermann | 48.5   | Peru · Hortencia Sala · Simone Krauthausen · Martha Fernández · Carmela Bolivár | 49.2   | Chile · Carolina Cox · Teresa Sanfurgo · D. Fernández · Paz Ábalos             | 49.8   |
| 4×400 metros estafetas | Argentina · Hilda Capello · Rita Femia · Susana Szeckman · Irma Quatrocchi    | 4:02.7 | Chile · E. Álvarez · Oriana Salas · Consuelo Moreno · Gretel Rogers             | 4:03.6 | Brasil · M. Milanes · Tânia Bernardes · Rosângela Nascimento · Miriam da Silva | 4:13.1 |
| Salto em altura        | Mónica Rodríguez (ARG)                                                        | 1.59   | Simone Krauthausen (PER)                                                        | 1.59   | Sonia Oliveira (BRA)                                                           | 1.57   |
| Salto em comprimento   | Ivonne Neddermann (ARG)                                                       | 5.69   | Simone Krauthausen (PER)                                                        | 5.51   | Gloria Barturen (CHI)                                                          | 5.48   |
| Arremesso de peso      | Verônica Brunner (BRA)                                                        | 12.79  | Fulvia Banegas (PAR)                                                            | 10.38  | Liliana López (ARG)                                                            | 10.25  |
| Lançamento de disco    | Verônica Brunner (BRA)                                                        | 34.86  | Melita Schusller (CHI)                                                          | 32.26  | Liliana López (ARG)                                                            | 30.74  |
| Lançamento do dardo    | Hannelise Illman (PER)                                                        | 35.50  | Laura Deguiz (ARG)                                                              | 35.50  | Miriam Ibarra (PAR)                                                            | 34.62  |
| Pentatlo               | Rosemarie Boeck (PER)                                                         | 3393   | Liliana Sistarz (ARG)                                                           | 3271   | Miriam Gajardo (CHI)                                                           | 3028   |

## Quadro de medalhas (não oficial)
| Ordem | País      | Medalha de ouro | Medalha de prata | Medalha de bronze | Total |
| ----- | --------- | --------------- | ---------------- | ----------------- | ----- |
| 1     | Argentina | 12              | 13               | 10                | 35    |
| 2     | Brasil    | 9               | 7                | 3                 | 19    |
| 3     | Peru      | 5               | 4                | 3                 | 12    |
| 4     | Chile     | 3               | 4                | 12                | 19    |
| 5     | Paraguai  | 1               | 3                | 3                 | 7     |
| 6     | Uruguai   | 1               | 0                | 0                 | 1     |

## Participantes (não oficial)
Uma contagem não oficial produziu o número de 182 atletas de 7 nacionalidades. Lista detalhada dos resultados podem ser encontradas no site "World Junior Athletics History" 
| - Argentina (38) - Brasil (34) - Chile (32) | - Equador (9) - Paraguai (22) | - Peru (32) - Uruguai (15) |